# Antoine-Joseph Chaney
Pour les articles homonymes, voir Chaney.
Antoine-Joseph Chaney, né en 1757 à Estavayer-le-Lac, canton de Fribourg et décédé après 1797, est un révolutionnaire et administrateur français d'origine suisse. Issu d’une famille de notables, fils d’un conseiller et banneret d’Estavayer, il s’engagea dans les événements révolutionnaires avec un zèle marqué par un militantisme sans concession, une implication dans les services de surveillance et un rôle actif dans la répression des adversaires de la Révolution.
Se revendiquant ancien officier de la Garde nationale de Toulon, Chaney s'impliqua dans la politique révolutionnaire dès 1790, rejoignant successivement le Club des Cordeliers, le Club helvétique et le Club de la Vieille Monnaie. Il prit part à diverses opérations de déstabilisation en Suisse, à des missions de surveillance policière, et fut impliqué dans certains des épisodes les plus violents de la Révolution, notamment les massacres de Septembre.

## Biographie
Originaire de Fribourg, une république oligarchique conservatrice fermement opposée aux idées des Lumières et aux bouleversements révolutionnaires, Chaney se heurta aux autorités de son canton en raison de ses sympathies pour les idées républicaines. Contraint à l’exil, il séjourna brièvement à Genève en 1790, avant d’être proscrit et de se rendre à Paris en octobre 1790. À Paris, il fut identifié comme quincaillier, une activité qui pourrait avoir été une simple couverture pour ses activités politiques. Il rejoignit le Club des Cordeliers, un haut lieu du radicalisme révolutionnaire où il côtoya Sergent, Marat, et d’autres patriotes. Son engagement ne tarda pas à attirer l’attention des autorités. En avril 1791, il fut arrêté au Palais-Royal pour avoir placardé des affiches contre La Fayette, alors chef de la Garde nationale, et suspecté de complot séditieux. Emprisonné au Châtelet, il fut finalement libéré grâce à l’intervention d’Antoine Boucher Saint-Sauveur.
Le 30 mars 1791, Chaney fut élu vice-président du Club des patriotes suisses, plus connu sous le nom de Club helvétique de Paris, une société fondée par des exilés suisses républicains souhaitant importer les idées révolutionnaires dans leur pays natal. Le Club helvétique ne se limitait pas à la discussion : il organisaen mai 1791 , sous l'impulsion de Joseph-Antoine Rengguer alors à Paris, une expédition clandestine en principauté de Bâle, avec l’objectif de chasser le prince-évêque de Bâle et de favoriser une intervention française. Chaney fut envoyé en tant qu’agent chargé de lever une troupe parmi les paysans du Jura. Dans la nuit du 30 au 31 mai 1791, il tenta de mobiliser quelques centaines d’hommes en vue d’une insurrection à Porrentruy, mais son initiative échoua. Il fut arrêté par le maire de Delle, soupçonné de connivence avec les Autrichiens, et enfermé dans la maison de sûreté de Saint-Hippolyte.
Le 11 juillet 1791, son incarcération dénoncée par Sergent. Son emprisonnement semble se prolonger jusqu’au 2 août, date à laquelle il est toujours signalé comme détenu. Le 3 août 1791, le Club helvétique de Paris, auquel Chaney était affilié, est dissous. Peu après sa libération, il rejoint le Club de la Vieille Monnaie, une scission des Cordeliers présidée par Boucher Saint-Sauveur et Rutledge mais fréquente également les Jacobins. Le 30 mai 1792, Chaney adresse une dénonciation officielle au maire de Paris, Jérôme Pétion, dans laquelle il accuse l’ex-ministre Montmorin de n’avoir pas appliqué les décrets de l’Assemblée constituante relatifs aux Autrichiens de Porrentruy. Il reproche également à Montmorin d’avoir envoyé sur place le sieur Bâcher, secrétaire d’ambassade réputé fidèle aux despotes suisses, et d’avoir entretenu des liens secrets avec le prince-évêque de Bâle.
Grâce à ses contacts parmi les Cordeliers, notamment Panis et Sergent, Chaney obtint en 1792 un poste au Bureau de surveillance de la Police, qui jouait un rôle clé dans l’identification des contre-révolutionnaires. Il participa à plusieurs enquêtes et arrestations, notamment celle de Collenot d’Angremont, un officier accusé de complot royaliste et exécuté en août 1792. Lors de l’insurrection du 10 août 1792, Chaney prétendit s’être mis à la tête d’un groupe de forts des Halles et de charbonniers, une version contestée par plusieurs témoignages contemporains.
En septembre 1792, il fut impliqué dans les massacres de Septembre, facilitant l’identification des prisonniers et favorisant l’action des émeutiers. Toutefois, certaines sources indiquent qu’il aurait contribué à l’évasion du prince de Poix et protégé la princesse de Tarente. Chaney poursuivit son travail de dénonciateur, accusant notamment Pierre-Jean-Georges Cabanis d’escroquerie, ce qui entraîna son renvoi en novembre 1792.
Nommé commissaire des guerres à l'armée du Nord, Chaney participa au siège de Mayence (1793), où il supervisa les soldats prisonniers après la capitulation. Accusé de compromissions, il comparut devant la Convention le 13 décembre 1793, mais fut disculpé par Bouchotte. En 1795, il servit comme commissaire des guerres de Vendée, où naquit son fils Camille-Sauveur Chaney à Luçon (22 janvier 1795). Après 1797, sa trace se perd.